# Gabriola regularia
Gabriola regularia là một loài bướm đêm trong họ Geometridae.